# 濁流 (1957年の映画)
『濁流』（だくりゅう、フランス語: Mort en fraude）は、マルセル・カミュが監督し、1956年に制作され、1957年に公開されたフランスの映画。カミュの監督デビュー作である。
この作品は、ジャン・ウーグロンによる（原題では）同名の小説『Mort en fraude』を翻案したものである。公開当時、フランスの海外領土では、上映禁止の措置がとられた。
撮影は、サイゴン（後のホーチミン市）郊外に大規模な屋外セットを組んでおこなわれ、ヒロインを演じたアン・メシャールを始め、多数の現地の人々が起用されている。

## あらすじ
第一次インドシナ戦争さなかのインドシナ、ベトナムに派遣された大企業の下っ端社員が、悲劇的な運命に翻弄される。